# Napoli Centrale
Napoli Centrale (wł: Stazione di Napoli Centrale) – stacja kolejowa w Neapolu, w regionie Kampania, we Włoszech. Jest jedną z największych stacji kolejowych w kraju. Znajduje się tu 12 peronów. Jest to stacja czołowa i obsługuje około 50 mln pasażerów rocznie.
Pierwszym projektantem stacji był architekt Enrico Alvino, którego historia sięga 1866. Nowa stacja została zaprojektowana w 1954 przez Pier Luigi Nervi i zbudowana – zamiast starego dworca kolejowego – na placu poświęconym Giuseppe Garibaldiemu. Projekt został ukończony w 1960 roku.
Stacja Napoli Piazza Garibaldi, włączona w całości do Napoli Centrale, znajduje się na niższym poziomie.